# クロマン
クロマン(Chromane)またはベンゾジヒドロピラン(benzodihydropyran)は、分子式C9H10Oの複素環式化合物である。ビタミンE（トコフェロール、トコトリエノール）やトログリタゾン、オルメロキシフェン、ネビボロール等の医薬品等のより複雑な化合物の構造の一部となっている。